# Internationale Balkan-Universität

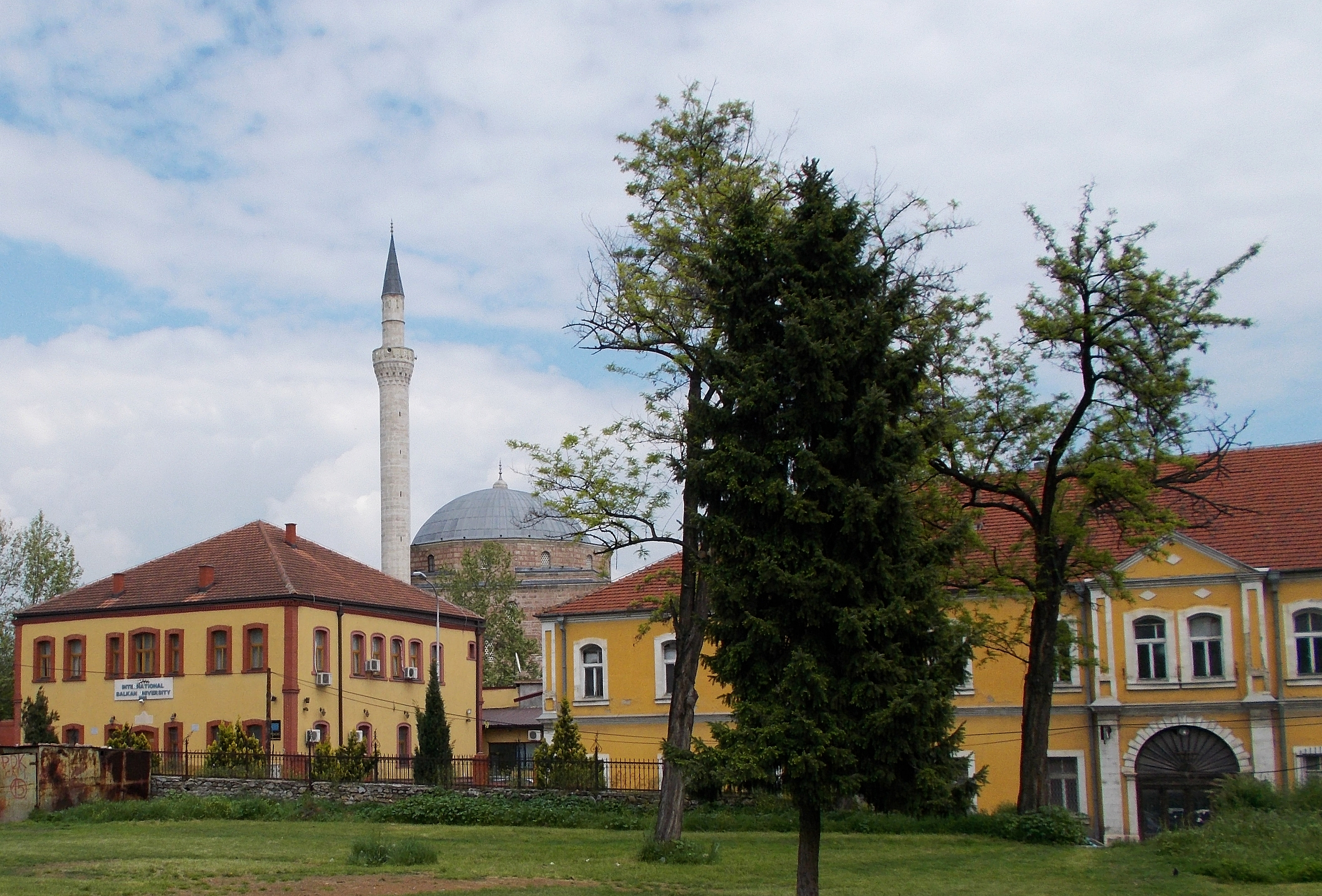
Internationale Balkan-Universität

Die private Internationale Balkan-Universität wurde von der Erziehungs- und Kulturentwicklungsstiftung Skopje 2002 initiiert und 2006 gegründet.
Die Universität besteht aus fünf Fakultäten, an welchen Studienprogramme für Bachelor- und Masterabschlüsse angeboten werden.
- Fakultät für Ingenieurwissenschaften
- Fakultät für Ökonomie und Verwaltungswissenschaften
- Fakultät für Kommunikation
- Fakultät für Sprachen mit angeschlossener Sprachenschule
- Fakultät für Kunst

Die Universität ist Mitglied im Netzwerk der Balkan-Universitäten (Albanien, Bosnien-Herzegowina, Bulgarien, Griechenland, Kosovo, Kroatien, Rumänien, Serbien, Slowenien, Türkei, Nordmazedonien, Moldawien, Montenegro).